# Islam en Hongrie
 (janvier 2012).

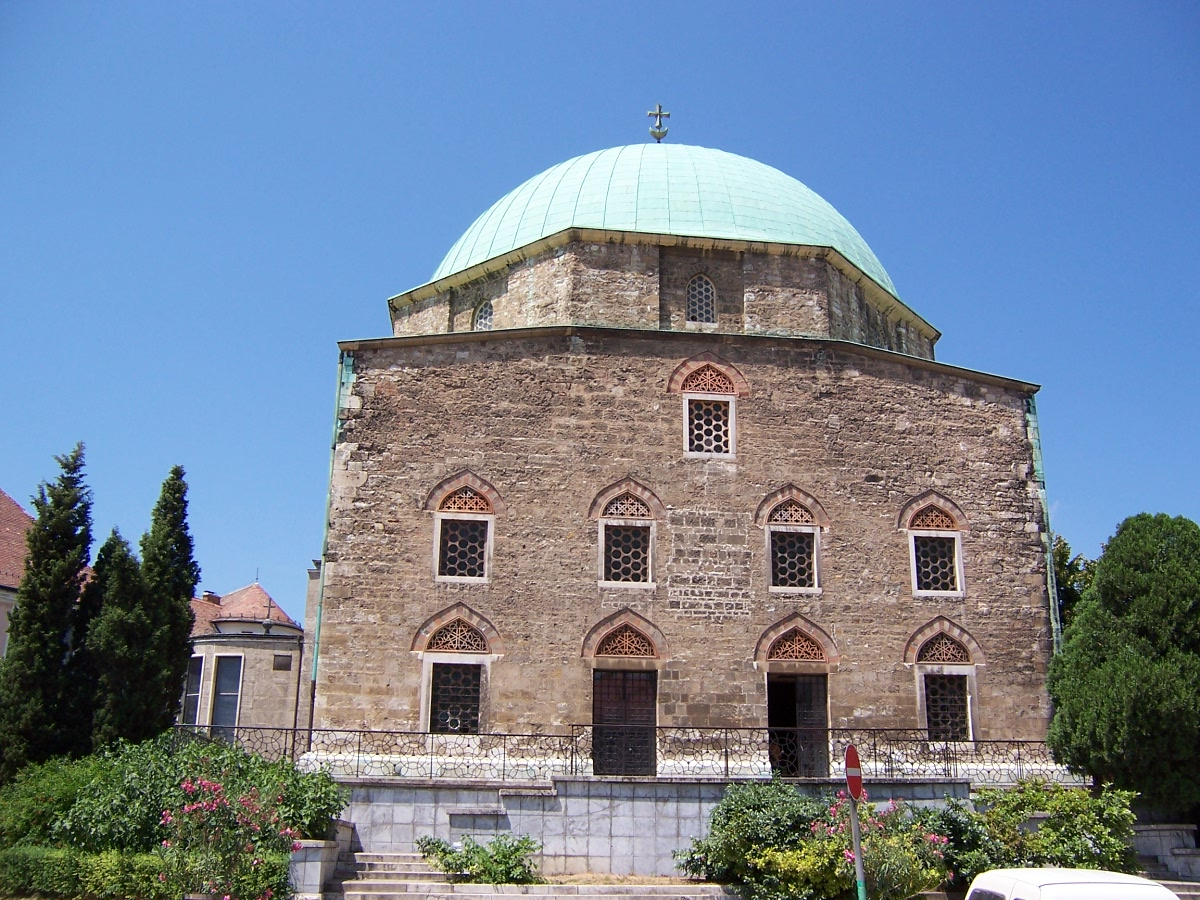
Vieille mosquée à Pécs.

La communauté musulmane en Hongrie compte un peu plus de 32 000 musulmans, soit environ 0,3 % de la population. L'histoire des musulmans en Hongrie est ancienne et repose en grande partie sur l'occupation du pays par l'Empire ottoman.

## Histoire
L'islam a fait son apparition en Hongrie avec l'arrivée des Böszörmény, un peuple comprenant Turcs et Bulgares de la Volga qui avaient immigré dans le pays du XIe  au  XIVe siècle. Leur empire était une puissance commerciale, militaire et financière importante. Le premier auteur musulman à avoir parlé d'eux est Yaqout al-Rumi.
Dans son livre de géographie, "Mu'ajam al-Buldan" Yaqout décrit l'histoire et le mode de vie des musulmans hongrois. leurs descendants sont Gagaouzes et Karamanlides, christianisés par l'Église orthodoxe.
Au XVIe siècle, pendant l'occupation du pays par l'Empire Ottoman, de nombreuses personnalités musulmanes ont vécu dans le pays. Le plus important parmi eux étaient le grand vizir de l'Empire, Kanijeli Siyavuş Pacha (originaire de Nagykanizsa). Il a exercé la fonction de grand vizir, à trois reprises, entre 1582 et 1593. Il y avait également le derviche tourneur Pecsevi Árifi Ahmed Dede, un Turc originaire de Pécs.
Au XIXe siècle, après l'échec de la révolution polonaise de 1849, plus de 6000 polonais, qui comptaient parmi eux le général Józef Bem, se sont convertis à l'islam. Des officiers hongrois ont suivi le mouvement en se convertissant eux aussi, comme Richard Guyon (Kurshid Pacha), György Kmety (Ismaïl Pacha) et Maximilian Stein (Ferhad Pacha) et qui sont devenus par la suite généraux ottomans.
Après la Première Guerre mondiale, des sectes musulmanes, comme les baha'is et les Ahmadiyya ont essayé d'implanter leur religion dans le pays.
Avec la chute de l'Empire Ottoman, le nombre de musulmans en Hongrie est difficile à déterminer, les chiffres donnés sont souvent contradictoires. 
En 1926, ils auraient été 447, pour passer au nombre de 30 000 en 1934 pour retomber au chiffre de 2000 en 1937[réf. nécessaire].
Aujourd'hui, la communauté musulmane en Hongrie est estimée à 32 000 personnes.

## Nouvelle loi religieuse hongroise de 2011
La nouvelle « Loi sur le droit à la liberté de conscience et de religion, et sur les Églises, religions et communautés religieuses » qui a été promulguée le 12 juillet 2011 ne reconnaît que 14 groupes religieux. L'Islam n'est pas inclus dans cette liste et n'aura donc plus aucune subvention. Le président de la communauté islamique hongroise a indiqué qu'il craignait la faillite et la fermeture de toutes les mosquées en Hongrie sans les subventions de l'État. Selon la loi, seulement 14 des 358 Églises enregistrées et les associations religieuses auront une reconnaissance légale et donc les subventions. Elle entrera en vigueur le 1er janvier 2012.
Les communautés religieuses reconnues par la nouvelle loi :
- l'Église catholique hongroise ;
- l'Église calviniste hongroise ;
- l'Église évangélique hongroise ;
- l’Alliance des communautés juives hongroise ;
- la Communauté israélite hongroise ;
- la Communauté israélite orthodoxe autonome hongroise ;
- le Département de Buda de l'Église serbe orthodoxe ;
- Le Patriarche universel de Constantinople (orthodoxe) ;
- l’Église orthodoxe bulgare en Hongrie ;
- l'Église orthodoxe roumaine en Hongrie ;
- l'Église orthodoxe russe en Hongrie ;
- l'Église unitarienne en Hongrie ;
- l'Église baptiste hongroise ;
- l'Église de la foi.